# Contea di Caldwell (Carolina del Nord)
La contea di Caldwell, in inglese Caldwell County, è una contea dello Stato della Carolina del Nord, negli Stati Uniti. La popolazione al censimento del 2000 era di 77 415 abitanti. Il capoluogo di contea è Lenoir.

## Storia
La contea di Caldwell fu costituita nel 1841.

## Geografia antropica

### Città
- Hickory
- Lenoir

### Town
- Blowing Rock
- Cajah's Mountain
- Gamewell
- Granite Falls
- Hudson
- Rhodhiss
- Sawmills

### Township
- Cedar Rock

### Census-designated place
- Northlakes